# Мала Лангобардія

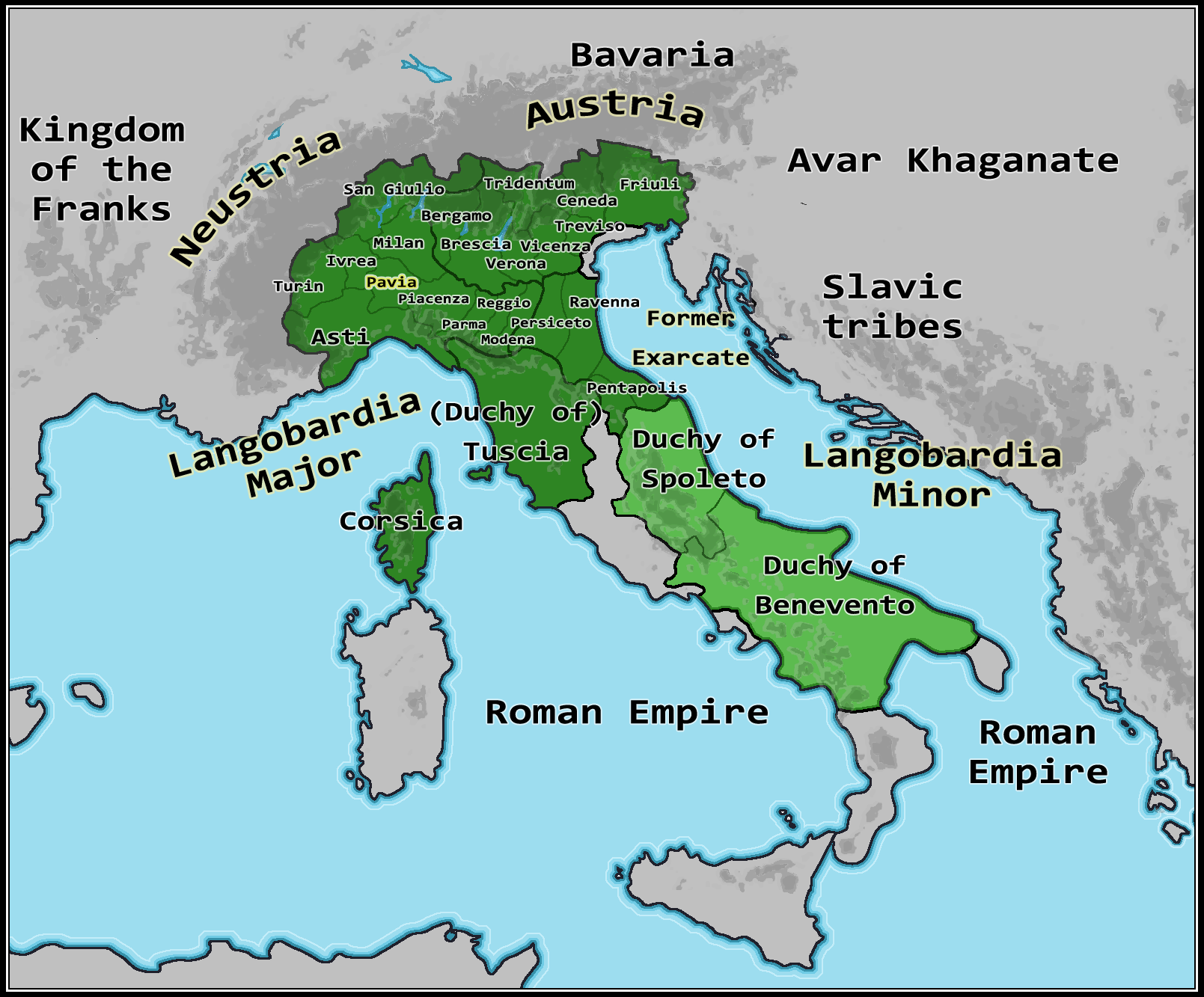
Мала Лангобардія (світло-зеленим кольором) і Велика Лангобардія (темно-зеленим) у 740 році

Мала Лангобардія (лат. Langobardia Minor) — назва, яку в ранньому Середньовіччі давали ломбардським володінням у центральній та південній Італії, що відповідали Сполетському та Беневентському герцогствам. Після завоювання Лангобардського королівства Карлом Великим у 774 році, Мала Лангобардія залишалась під контролем лангобардів до падіння Салернського князівства в 1077 році, коли лангобардський Салерно перейшов під владу норманських завойовників.

## Історія
Досягнувши Італії через Фріулі в 568 році, лангобарди завоювали у Візантійців значну частину території на південь від Альп. Ці землі, які не становили, принаймні спочатку, єдиної та суцільної території, були згруповані у дві основні області: Велика Лангобардія, від Альп до сучасної Тоскани, та Мала Лангобардія, яка включала володіння на південь від візантійських територій (які наприкінці VI століття простягалися від Риму до Равенни через сучасні Умбрію та Марке). Візантійські Равеннський екзархат на узбережжі Адріатики і Римське герцогство на узбережжі Тірренського моря були з'єднані візантійським коридором, який проходив через Орв'єто, К'юзі та Перуджу та відділяв Малу Лангобардію від Великої Лангобардії.
У той час як Велика Лангобардія розпалася на безліч герцогств та міст-держав, Мала Лангобардія протягом усього існування Лангобардського королівства (568—774) зберігала вражаючу інституційну стабільність, залишаючись розділеною на два герцогства: Сполетське та Беневентське. Ці герцогства були сформовані одразу після проникнення лангобардів в цей регіон у 570-х роках, а першими герцогами були Фароальд у Сполето та Зотто в Беневенто. Спочатку два герцогства включали лише внутрішні райони, залишаючи контроль над прибережними районами візантійцям; лише пізніше (особливо за правління Агілульфа, 591—616) володіння ломбардів поширилися також на узбережжя. Внаслідок цього все Адріатичне узбережжя між візантійськими твердинями Анконою на півночі та Отранто на півдні стало підпорядкованим двом герцогствам. Однак Іонічне та Тірренське моря лише частково перебували під владою герцога Беневентського, який так і не зміг остаточно окупувати місто Неаполь з околицями, «каблук» Салентину, і частину «носка» Калабрії на південь від Козенци та Кротоне, а також Римське герцогство — місто Рим та його передмістя.